# Dřínov (Kladnói járás)
Dřínov település Csehországban, a Kladnói járásban. Dřínov Stradonice, Neprobylice, Klobuky, Beřovice, Slaný, Královice és Zlonice településekkel határos. Lakosainak száma 350 fő (2024. január 1.).

## Népesség
A település lakosságának változását az alábbi diagram mutatja:
| Lakosok száma | 468  | 630  | 693  | 385  | 296  | 325  | 323  | 325  | 334  | 350  |
|               | 1869 | 1900 | 1921 | 1961 | 1980 | 2011 | 2016 | 2019 | 2021 | 2024 |